# 三菱石炭鉱業大夕張鉄道スハニ1形式スハニ6形客車

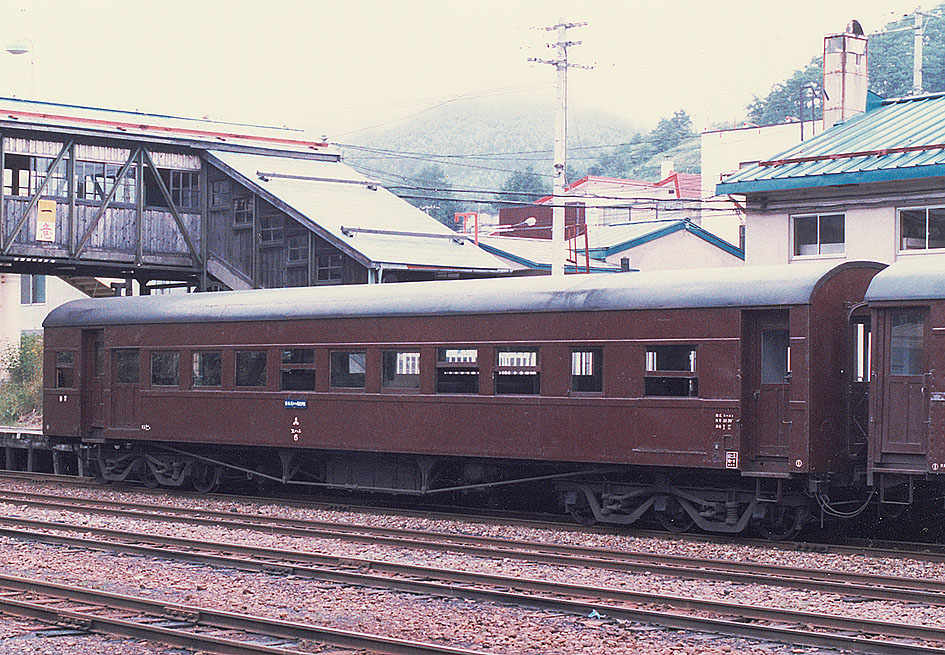
スハニ6　清水沢にて（1986年）3軸ボギー台車と床下のトラスバーが見える

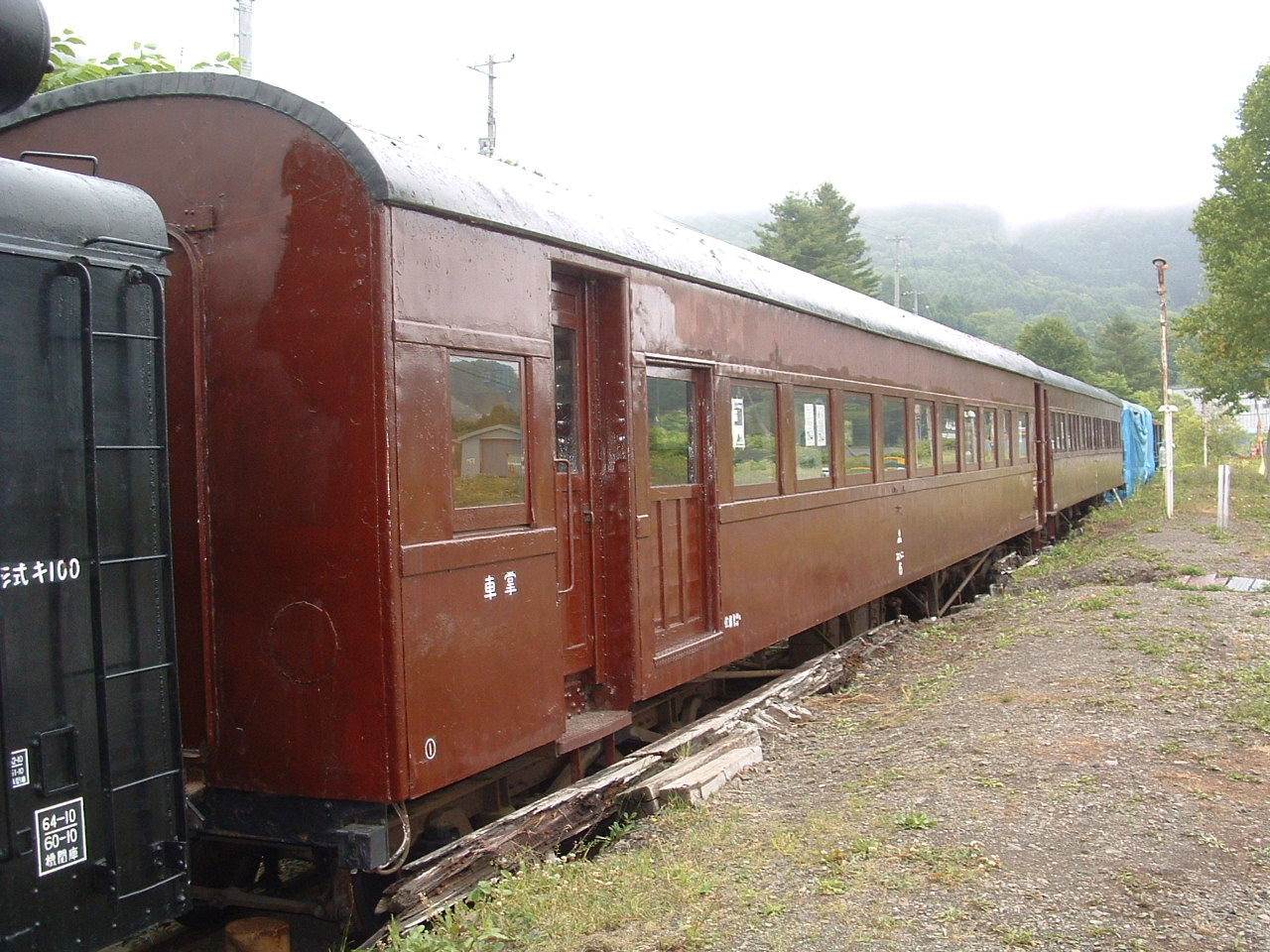
スハニ6等の保存車両/南大夕張駅跡

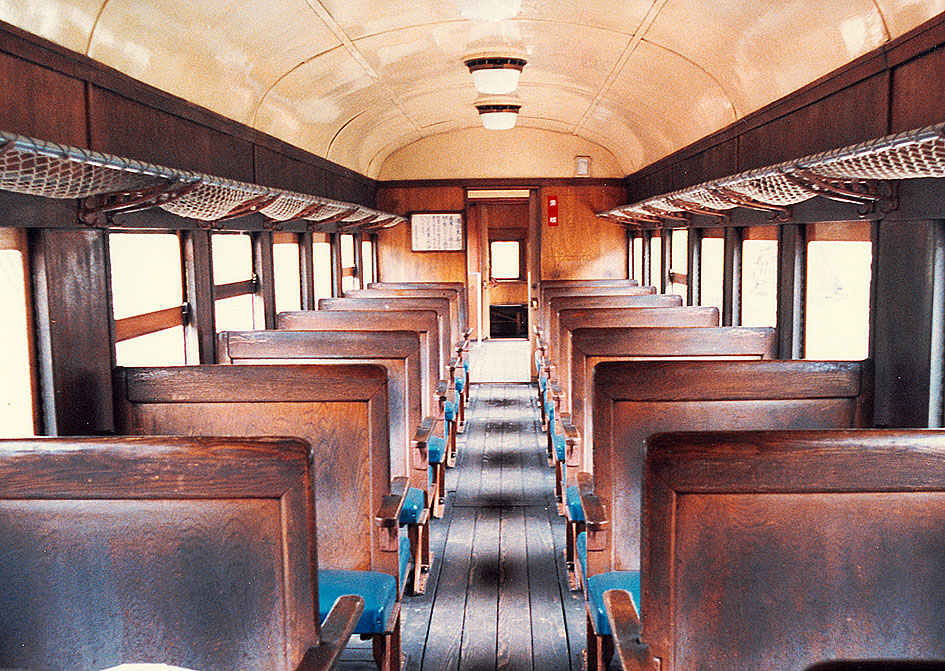
スハニ6車内　（1986年）

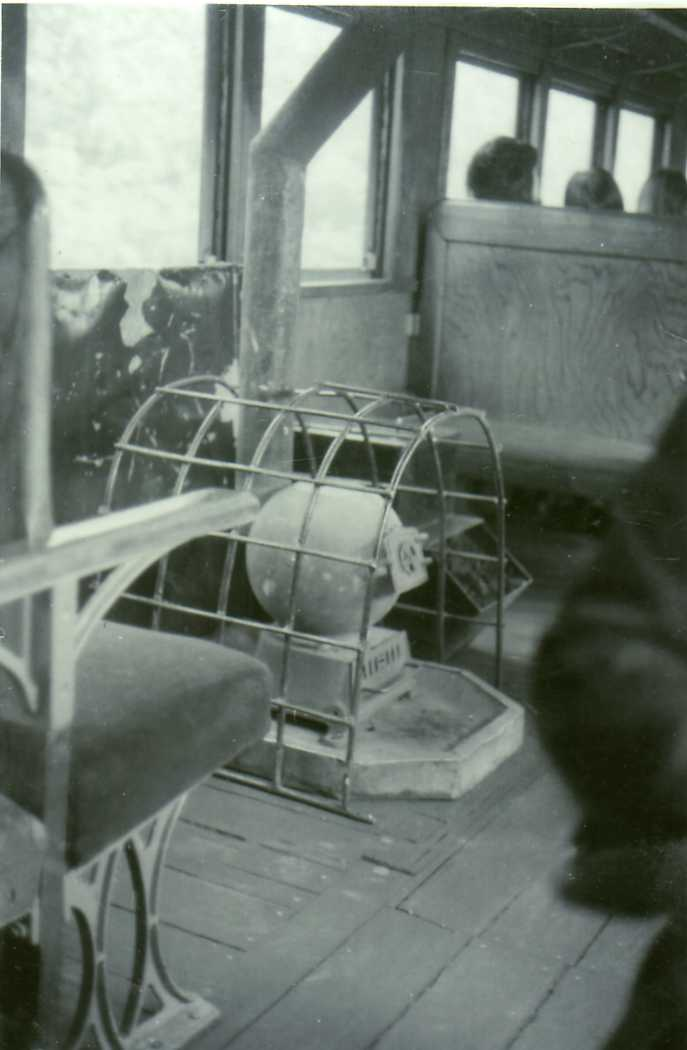
客車内のダルマストーブ・三菱大夕張鉄道

三菱石炭鉱業大夕張鉄道スハニ1形式スハニ6（みつびしせきたんこうぎょうおおゆうばりてつどうスハニ1けいしきスハニ6）は、かつて三菱石炭鉱業大夕張鉄道線で使用されていた客車である。

## 概要
1913年（大正2年）、鉄道院大宮工場で、2等・食堂合造の木造3軸ボギー客車オロシ9216として製造された。明治末期から大正中期にかけて製造された鉄道院基本形客車のグループに属する20m級の大型車である。当初は長距離優等列車向けに用いられ、その後、経年によって3等・荷物合造車のスハニ19114へ格下げ改造された。
1951年(昭和26年)に国鉄からの払下げで三菱鉱業美唄鉄道線に入線。1954年(昭和29年)、鉄道協和工業(函館市)で鋼体化された。鋼体化後は同時期の国鉄60系鋼体化客車に類似した半鋼製・切妻型の車体構造となり、車内についても類似の、背ずりが木製のクロスシートを並べた簡素な客室となった。しかし、国鉄鋼体化客車のような台枠の分解・拡幅補強工事は工数がかかることから行われず、木造車時代の台枠補強用のトラスバーを残したまま、台枠両側梁の外側から支えを張り出させて国鉄鋼体化車並みの幅広車体を簡易に作っている。台車も木造車時代からの3軸ボギー式・TR70形が引き続き流用され、台枠から下の構造は木造車時代の姿をよく残していた。三菱鉱業茶志内炭礦専用鉄道でも貸与・使用されていた。
1967年（昭和42年）に同じ三菱鉱業の大夕張鉄道線に移籍し、同線の廃止まで旅客輸送に用いられた。沿線住民の貴重な足として活躍したほか、一般営業用の客車としては日本最後の3軸ボギー客車となり、また冬期間客車暖房に石炭ストーブが積まれることなどから鉄道ファンの人気も高かった。

## 主要諸元
- 最大寸法：全長20,000mm、全幅2,820mm、全高4,020mm
- 自重：32.39t
- 定員：68名（夏）64名（冬）（冬季のストーブ搭載による座席撤去があるため）

## 現状
1987年（昭和62年）の廃車後、南大夕張駅跡に置かれオハ1などと共に夕張市に寄贈されたが、管理もされず荒廃状態にあった。1999年（平成11年）に三菱大夕張鉄道保存会が発足し、修復・整備され夏季は内部が公開されている。また、「空知の炭鉱関連施設と生活文化」として2001年（平成13年）に北海道遺産として指定されたのに加え、2007年（平成19年）11月30日には経済産業省より近代化産業遺産として認定された。